# Francesquina de Carcassona
Francesquina, de Carcassona (Lleida, segle XV - Alguaire, 12 d'octubre de 1494) va ser priora del monestir d'Alguaire.

## Biografia
Després de la mort de la senyora Blanca de Vilallonga, priora del monestir Santjoanista d'Alguaire (1421-1446), va ser escollida Francesquina de Carcassona, que ocuparia el priorat durant gairebé cinquanta anys, el període més llarg en la història del convent.
Durant la segona meitat del segle xiv, en època de la priora Romia de Vilanova, la baronia d'Alguaire (amb el seu monestir inclòs) va quedar sota el veïnatge de Lleida, fruit d'un pacte amb la paeria lleidatana. Aquest tractat va facilitar que una nissaga de la ciutat ocupés per primer cop el priorat. Els Carcassona eren un llinatge que ja es troba entre els primers repobladors de Lleida.
Durant la seva llarga etapa al capdavant del monestir, Francesquina hagué de fer front a les greus tensions i enfrontaments polítics i socials que va viure Catalunya en la segona meitat del segle XV: conflictes de banderies i de bandolers, la guerra civil en l'època de Joan II (membres de la família Carcassona van lluitar en el bàndol del rei i en el de la Generalitat, mentre el convent i la fortalesa, al 1462, passaven a mans de l’exèrcit reial) i el conflicte dels remences. Fou precisament després de la sentència arbitral de Guadalupe, dictada per Ferran II (1486), que els pagesos d'Alguaire es van negar a pagar els censos imposats pels Hospitalers en el moment de la fundació del monestir tres segles enrere, després d'identificar-los amb els mal usos suprimits pel rei. El conflicte fou resolt amb un pacte entre els alguairencs i la priora, que modificava el cens però no trencava la relació de vassallatge.
Després de la mort de Francesquina, que va tenir lloc el 12 d'octubre de 1494, les religioses van escollir com a priora Caterina de Vilanova (1494-1505), la qual ja regia de fet el monestir des de feia anys.